# Microprosopa bartaki
Microprosopa bartaki är en tvåvingeart som beskrevs av Sifner 1999. Microprosopa bartaki ingår i släktet Microprosopa och familjen kolvflugor. Inga underarter finns listade i Catalogue of Life.